# سعيد جعفر العلي
سعيد جعفر العلي، ولد في 29 أكتوبر 1988، هو دراج كويتي.

## السيرة
في سنة 2015 أصبح سعيد جعفر العلي بطل الكويت في سباق ضد الساعة، عندما كان ينافس مع مشروع الكويت. في السنة التالية، مثل بلاده في بطولة العالم في الدوحة. ثم انضم إلى فريق كونتيننتال فريق في آي بي في 2017.
في 2018، عاد إلى فريقه السابق ماسي-الكويت. وتوج بطلاً مزدوجاً للكويت، في سباق الطريق وضد الساعة.

## الإنجازات والنتائج

### حسب السنوات
- 2015
  -  بطل الكويت ضد الساعة
  - 2 الوصيف في سباق الطريق
- 2018
  -  بطل الكويت في سباق الطريق
  -  بطل الكويت ضد الساعة
- 2019
  -  بطل العرب ضد الساعة
  - سباق KOC
- 2022
  - تحدي بوبيان
  -  ميدالية فضية ضد الساعة في ألعاب التضامن الإسلامي

### التصنيفات العالمية
| السنة     | 2015 | 2016 | 2017 | 2018 |
| --------- | ---- | ---- | ---- | ---- |
| عالمي     |      | -    | -    | 945  |
| آسيا      | 94   | -    | -    | 114  |
|           |      |      |      |      |
| مصدر: UCI |      |      |      |      |

## وصلات خارجية
- Saied Jafer Alali على موقع الاتحاد الدولي للدراجات (الإنجليزية)
- Saied Jafer Alali على موقع أرشيف الدراجات (الإنجليزية)
- Saied Jafer Alali على موقع إحصائيات الدراجات الإحترافية (الإنجليزية)
- Saied Jafer Alali على موقع نسبة الدراجات (الإنجليزية)